# John Allan Cameron
John Allan Cameron (Contea di Inverness, 16 dicembre 1938 – Toronto, 22 novembre 2006) è stato un cantante canadese.
Specializzato in folk canadese è stato uno dei maggiori esponenti della musica celtica in Canada. Famoso per il suo uso della chitarra a dodici corde, pubblicò il suo primo album nel 1969. Ha pubblicato 10 album durante la sua carriera e conta numerose apparizioni nella televisione nazionale. Ha ricevuto il premio alla carriera East Coast Music Award e, nel 2003, l'onorificenza Ordine del Canada.

## Biografia
Cameron è nato nella Contea di Inverness, nella provincia atlantica canadese della Nuova Scozia il 16 dicembre 1938, da Dan L. Cameron e Catherine Anne (Katie Anne) MacDonald. La madre Katie Anne (1941-1983) fu la sola sorella del rinomato violinista e compositore Dan Roy MacDonald, anch'egli originario dell'isola di Cape Breton. Nel 1957 si trasferì ad Ottawa, dove iniziò il percorso di studi per diventare un sacerdote cattolico nell'ordine dei padri oblati. Nel 1964, pochi mesi prima dell'Ordinamento Sacerdotale, ottenne il permesso di sospensione dal percorso ecclesiastico per perseguire gli studi in educazione alla Saint Francis Xavier University e la carriera musicale.
Negli anni '60, fu ospite fisso presso il programma Singalong Jubilee oltre che, successivamente, conduttore di due programmi televisivi. Il primo, prodotto a Montreal, chiamato John Allan Cameron, in onda sulla CTV Television Network dal 1975 al 1976. Ebbe modo di avere diversi ospiti celebri, tra i quali spiccano Stan Rogers, Edith Butler, The Good Brothers, Stringband, Colleen Peterson, Adam Mitchell, Michael Cooney, Shirley Eikhard, Liam Clancy, Tommy Makem, Nancy White, Steve Goodman, e Rhythm Pals. Il secondo programma da lui condotto fu The John Allan Cameron Show, prodotto ad Halifax e in onda sulla CBC dal 1979 al 1981.
Oltre alle numerose apparizioni e performance televisive, si esibì ai microfoni del programma radiofonico Grand Ole Opry, nel 1970.
Nel gennaio del 2005 gli fu diagnosticata la sindrome mielodisplastica. Per contribuire alle spese mediche per il trattamento della sua patologia furono realizzati e prodotti diversi concerti e album tributo.
John Allan Cameron è morto il 22 novembre 2006 a Toronto.
Suo figlio, Stuart Cameron, è anch'esso un affermato musicista.

## Discografia

### Album
- 1969 - Here Comes John Allan Cameron
- 1969 - The Minstrel of Cranberry Lane
- 1972 - Get There by Dawn
- 1972 - Lord of the Dance
- 1976 - Weddings, Wakes and Other Things
- 1978 - Fiddle
- 1972 - Freeborn Man (riproposto nel 1991 col titolo di Classic John Allan, Vol. 1)
- 1981 - Song For The Mira
- 1987 - Good Times
- 1991 - Wind Willow
- 1996 - Glencoe Station

### Compilation
- 1982 - The Best of John Allan Cameron
- 1992 - Classic John Allan, vol. 2
- 1996 - Classic John Allan, vol. 3

### Singoli
- 1972 - Streets of London
- 1972 - Get There by Dawn (dall'album "Get There By Dawn")
- 1973 - I Can't Tell You (dall'album "Lord of the Dance")
- 1976 - Tie me down (dall'album "Wakes, Wedding and Other Things")
- 1982 - Overnight Success
- 1996 - Getting Dark Again (dall'album "Glencoe Station")